# Muriaé
Muriaé város Brazíliában, Minas Gerais államban. Lakosainak száma 104 108 fő (2022). Muriaé Ervália, Rosário da Limeira, Laranjal, Palma, Santana de Cataguases, Miraí, São Sebastião da Vargem Alegre, Miradouro, Vieiras, Eugenópolis, Patrocínio do Muriaé és Barão de Monte Alto községekkel határos.

## Népesség
A település népességének változása:
| Lakosok száma | 92 101 | 100 765 | 109 392 | 109 997 | 104 108 |
|               | 2000   | 2010    | 2020    | 2021    | 2022    |